# Ли, Эдвард (писатель)
Эдвард Ли Сеймур (англ. Edward Lee Seymour, родился 25 мая 1957 г.) — американский писатель ужасов, написавший 40 книг, более половины из которых были опубликованы массовыми нью-йоркскими компаниями в мягкой обложке, такими как Leisure/Dorchester, Berkley и Zebra/Kensington. Ли был номинирован на премию Брэма Стокера за повесть «Мистер Торс»; его рассказы появились более чем в дюжине сборников, включая отмеченный наградами «999». Права на перевод нескольких его романов были проданы в Германию, Грецию, Румынию и Польшу. Ли активно публикует книги в твердом переплете небольшими тиражами; многие из его книг этой категории стали предметами коллекционирования.

## Биография
Эдвард Ли родился 25 мая 1957 года в Вашингтоне, и вырос в городке Боуи, Мэриленд.
С 1976 по 1979 Ли служил в рядах армии США, позднее был переведен в 1-ю бронетанковую дивизию, базирующуюся в Эрлангене, Западная Германия. После возвращения в США Ли служил офицером в полиции Коттедж-Сити, штат Мэриленд. Спустя три месяца, уволившись из-за страха «быть раненым при исполнении», Ли вернулся в колледж, который вскоре покинул, так как хотел быть писателем.
В 1982 году вышел его первый роман «Ночная приманка» под псевдонимом Филип Стрейкер, который успеха не имел. Более 15 лет Ли работал ночным сторожом в охранной компании в Аннаполисе, штат Мэриленд, а в свободное время писал.
В 1997 он уволился и переехал в Сиэтл полностью занявшись писательством. Затем, устав от Сиэтла, он переехал в Сен-Пит-Бич, Флорида. Ли считает любимый романом ужасов — «Богоматерь Тьмы» Фрица Лейбера.
Ли заявляет, что больше всего на его творчество повилял Говард Лавкрафт, а также Рэмси Кемпбелл; С 2007 года любовь Ли к творчеству Лавкрафта вылилась в создание свободных продолжений Мифов Ктулху, написанных скорее в духе Ли, нежели создателя оригинальных произведений. Однако, Ли называет этот период «Ударом Лавкрафта». Он написал серию романов и повестей, посвященных Лавкрафту и его знаменитым «Мифам Ктулху». Среди них: «В Год Господень: 2202» (2001), «Троллейбус № 1852» (2009), «Затаившийся у порога» (2009), «Мы идём к монстрам» (2010), «Вырванные страницы из путевого журнала» (2010), «Ужас Иннсвича» (2010), «Лотерея Люцифера» (2010), «Данвичский роман» (2012).
Эдвард Ли известен своими детальными оккультными концепциями; большому количеству эротических сцен, выписанных порой с жутко-болезненным воображением, и сценами насилия; специфическим юмором с черноватым[каким?] оттенком. Ли удостаивался многочисленных эпитетов: «плохой парень литературы ужасов», «самый экстремальный из лиги экстремальных авторов», «тот, кто размывает границы дозволенного» и т. д. Ряд знатоков творчества Ли отмечают специфический моральный посыл, содержащийся в книгах Ли, выраженный очень уж странно и с помощью таких же безумных средств из авторского арсенала.
В 2006 году были экранизированы две его повести: «Заголовок» и «Grub Girl».

#### Повести
- Night Bait (1982) (written under the pseudonym Philip Straker)
- Night Lust (1982) (written under the pseudonym Philip Straker)
- Ghouls (1988)
- Coven (1991)
- Incubi (1991)
- Succubi (1992)
- The Chosen (1993)
- Creekers (1994)
- Sacrifice (1995) (written under the pseudonym Richard Kinion)
- Header (1995)
- Goon (1996) with John Pelan
- The Bighead (1997)
- Shifters (1998) with John Pelan
- Portrait of the Psychopath as a Young Woman (1998) with Elizabeth Steffen
- Splatterspunk: The Micah Hays Stories (1998) with John Pelan
- Masks (1999)
- Operator B (1999)
- Dahmer’s Not Dead with Elizabeth Steffen (1999)
- The Stickmen (1999)
- The Deaths of the Cold War Kings: The Assassinations of Diem & JFK with Bradley O’Leary (2000)
- City Infernal (2001): Cemetery Dance Publications.
- Mr. Torso (2002)
- Sex, Drugs and Power Tools (2002)
- Family Tradition (2002) with John Pelan
- Monstrosity (2002): Cemetery Dance Publications.
- Ever Nat (2003)
- The Baby (2003)
- Teratologist (2003) with Wrath James White
- Incubi (2003): Necro Publications.
- Infernal Angel (2003): Cemetery Dance Publications. Published as a 26-copy leather-bound hardcover and 750-copy limited hardcover.
  - (January 2004): Leisure Books. Published as a Mass Market Paperback.
- Messenger (August 2004): Leisure Books. Published as a Mass Market Paperback.
- The Backwoods (October 2005): Leisure Books. Published as a Mass Market Paperback.
  - (December 2005): Cemetery Dance Publications. Published as a 52-copy leather-bound hardcover and 750-copy limited hardcover.
- Monster Lake (2005). Necro Publications. First book for young readers.
- Flesh Gothic (February 2005): Leisure Books. Published as a Mass Market Paperback.
- Slither (2006: Necro Publications.)
- Gast (2007)
  - (October 2009): Leisure Books. Revised, retitled Black Train, and published as a Mass Market Paperback.
- House Infernal (October 2007): Leisure Books. Published as a Mass Market Paperback.
  - (February 2008): Cemetery Dance Publications. Published as a 26-copy leather-bound hardcover and 1000-copy limited hardcover.
- Minotauress (December 2008): Necro Publications. Published as a 26-copy leather-bound hardcover and 300-copy limited hardcover.
- Brides of the Impaler (September 2008): Leisure Books. Published as a Mass Market Paperback.
  - (May 2011): Cemetery Dance Publications. Published as Hardcover Limited Edition of 1000 signed copies bound in full cloth and Smyth sewn and Traycased Hardcover Lettered Edition of 52 signed and lettered copies bound in leather with a satin ribbon page marker.
- Golemesque (March 2009): Necro Publications. Published as a 26-copy leather-bound hardcover and 300-copy limited hardcover.
  - (April 2009): Leisure Books. Published as Golem as a Mass Market Paperback.
- Trolley No. 1852 (May 2009): Bloodletting Press. Published as a 26-copy leather-bound hardcover and 300-copy limited hardcover.(October 2010) Deadite Press, Trade Paperback.
- The Haunter of the Threshold (Summer 2009) Bloodletting Press. Limited-edition. (December 2010) Deadite Press, Trade Paperback.
- City of Sixes (2009) Necro Publications. Exclusive limited-edition chapbook included with copies of Infernally Yours.
- You are My Everything (January 2010) Necro Publications.
- Going Monstering (January 2010) Bloodletting Press. Exclusive limited-edition.
- Header 2 (June 2010) Camelot Books. Exclusive limited-edition.
- The Innswich Horror (Summer 2010) Cemetery Dance. Limited edition (July 2010), Deadite Press Trade paperback, (2012) digital Necro Publications.
- Lucifers Lottery (October 2010) Dorchester, eBook. (July 2011) trade paperback.
- Pages Torn From a Travel Journal (January 31, 2011) Bloodletting Press.
- Vampire Lodge (January, 2011) Necro Publications. E-Book only (second book for young readers)
- Witch Water (Spring 2011) Bloodletting Press. Limited edition hardcover. (Feb. 2012) Dorchester. Paperback/eBook
- The Dunwich Romance (2011)
- The Doll House (2017)
- Header 3 (2017) with Ryan Harding; Bloodletting Press. Limited edition
- White Trash Gothic (2017)
- White Trash Gothic 2 (2019)
- In the Year of Our Lord: 2202 (2019)
- White Trash Gothic III (2020)
- The Television (2022)

### Сборники
- The Ushers (1999)
- Of Pigs and Spiders (1999) with John Pelan, Brett Alexander Savory and David Niall Wilson
- Partners in Chyme (2001) with Ryan Harding
- Sleep Disorder (2003) with Jack Ketchum
- Haunted House (2007)
- Brain Cheese Buffet (2010) Deadite Press
- Bullet Through Your Face (2010) Deadite Press
- Carnal Surgery (April 2011) Deadite Press
- Mangled Meat (July 2011) Deadite Press
- The Bighead’s Junk (October 2023)
- Infernally Yours (2009) «The Senery» by Edward Lee Necro Publications, a limited-edition hardcover.
- Dark Seductions: Tales of Erotic Horror (1993) «Private Pleasures» by Edward Lee
- Bizarre Sex and Other Crimes of Passion (1994) "I"d Give Anything for You" by Edward Lee & Jack Ketchum
- Deadly After Dark: The Hot Blood Series (1994) «Mr. Torso» by Edward Lee
- Seeds of Fear: The Hot Blood Series (1995) «Grub Girl» by Edward Lee
- Stranger By Night: The Hot Blood Series (1995) «Dead Girls in Love» by Edward Lee & Gary Bowen
- Darkside: Horror for the Next Millennium (1996) «The Stick Woman» by Edward Lee
- Fear the Fever: The Hot Blood Series (1996) «Love Letters from the Rain Forest» by Jack Ketchum & Edward Lee
- White House Horrors (1996) «Night of the Vegetables» by Edward Lee
- The UFO Files (1997) «Secret Service» by Edward Lee
- Inside The Works (1997) «The Pig» by Edward Lee
- Whitley Strieber"s Aliens (1998) «Scripture Girl» by Edward Lee
- 999 (1999) «ICU» by Edward Lee
- Graven Images (2000) «Masks» by Jack Ketchum & Edward Lee
- Triage (2001) «In the Year of Our Lord 2202» by Edward Lee
- Excitable Boys (2002) «The McCrath Model SS40-C, Series S» by Edward Lee
- Damned: An Anthology of the Lost (2004) «Angel» by Edward Lee
- Small Bites (2004) «The Room» by Edward Lee